# SO-615
La carretera SO-615 es una carretera de la Red Complemetaria Preferente de Castilla y León, perteneciente a la Red de Carreteras de Castilla y León, que discurre desde Garray hasta el límite con La Rioja en Yanguas. Corresponde a la antigua carretera comarcal  C-115 , que unía Garray con Tafalla. Al transferirse las carreteras a las comunidades autónomas, se dividió en SO-615 en su tramo soriano,  LR-115  en su tramo riojano y  NA-115  en su tramo navarro.

## Enlaces
| Localidad - Enlace  | Destino                                                                  | Carretera que enlaza             |
| ------------------- | ------------------------------------------------------------------------ | -------------------------------- |
| Garray              | Logroño - Soria                                                          | N-111a                           |
|                     | Fuentecantos                                                             | SO-P-1009                        |
| Buitrago            | Fuentelsaz de Soria - Portelrubio                                        | SO-P-1146                        |
|                     | Aylloncillo                                                              | SO-P-1145                        |
|                     | Pedraza                                                                  | SO-P-1144                        |
|                     | Portelárbol - San Gregorio - La Rubia - Los Villares de Soria - Almajano | SO-620 SO-P-1207                 |
| Ausejo de la Sierra | Fuentelfresno                                                            | SO-P-1141                        |
|                     | Cuéllar de la Sierra - Castilfrío de la Sierra                           | SO-P-1110                        |
|                     | Ventosa de la Sierra - Almarza - Acebal de Garagüeta                     | SO-P-1004                        |
|                     | Estepa de San Juan                                                       | SO-P-1206                        |
|                     | Oncala - San Pedro Manrique                                              | SO-650                           |
|                     | Santa Cruz de Yanguas - Las Aldehuelas                                   | SO-P-1103                        |
|                     | Huérteles - San Pedro Manrique                                           | SO-P-1102                        |
|                     | Las Villasecas                                                           |                                  |
|                     | Valduérteles                                                             | SO-P-1131                        |
| Villar del Río      | Santa Cruz de Yanguas - Villar de Maya                                   | SO-P-1103                        |
|                     | San Pedro Manrique                                                       | SO-630                           |
| Yanguas             | Diustes                                                                  | SO-P-1130                        |
| L. P. La Rioja      | Continúa hacia Arnedo por LR-115                                         | Continúa hacia Arnedo por LR-115 |

- Datos: Q66765061